# Gamundia metuloidigera
Gamundia metuloidigera är en svampart som först beskrevs av Rolf Singer, och fick sitt nu gällande namn av Jørg H. Raithelhuber 1991. Gamundia metuloidigera ingår i släktet Gamundia och familjen Tricholomataceae.   Inga underarter finns listade i Catalogue of Life.